# اووه زیمرمن
اووه زیمرمن (انگلیسی: Uwe Zimmermann؛ زادهٔ ۱۱ فوریهٔ ۱۹۶۲) بازیکن فوتبال اهل آلمان است.
از باشگاه‌هایی که در آن بازی کرده‌است می‌توان به باشگاه فوتبال وولفسبورگ، باشگاه فوتبال اس‌سی فورتونا کلن، و باشگاه فوتبال آینتراخت برانشوایگ اشاره کرد.
وی همچنین در تیم ملی فوتبال زیر ۲۱ سال آلمان بازی کرده‌است.